# Isla Mill (Nunavut)
Isla Mill (en inglés: Mill Island ) es una isla deshabitada del Ártico localizada en la bahía de Hudson entre el Canal de Foxe y el estrecho de Hudson. Está al sur de la Península Foxe de la isla de Baffin y al norte de Nottingham y las islas de Salisbury. La isla Milla es parte de la Región Qikiqtaaluk del territorio canadiense de Nunavut.
Putnam es una isla más pequeña y cercana, ubicada a menos de un kilómetro de distancia, frente a la costa este de la isla Mill. Otra pequeña isla, sin nombre, está fuera de la costa occidental de la isla Mill, estando separadas por el sitio conocido como Hurin Throughlet.